# Elissa Slotkin
Elissa Blair Slotkin (* 10. července 1976 New York City, New York) je americká politička za Demokratickou stranu. Od ledna 2025 je senátorkou USA za stát Michigan.
V mládí studovala na Cornellově univerzitě a později na Kolumbijské univerzitě. V letech 2014 až 2017 působila jako náměstkyně amerického ministra obrany pro mezinárodní bezpečnostní otázky a analytička Ústřední zpravodajské služby (CIA) za prezidenta Baracka Obamy. V letech 2019 až 2025 byla členkou Sněmovny reprezentantů za michiganský osmý a posléze sedmý okrsek.  
V roce 2024 byla zvolena michiganskou senátorkou poté, co ve volbách těsně porazila Republikána Mika Rogerse. Po své předchůdkyni Debbie Stabenow se stala druhou senátorkou v historii Michiganu. V rámci svého následného působení v senátu byla označena jako centristická Demokratka, která je ochotna aktivně hlasovat i pro některé zákony prosazované Republikány.  
Je židovského původu. V letech 2011 až 2023 byla vdaná, je bezdětná. 